# Храм Святой Троицы (Карабаново)
Храм Свято́й Тро́ицы — православный храм Александровской епархии Русской православной церкви в городе Карабанове.

## История
Строительство Троицкой церкви в Карабанове было начато в 1876 году местным фабрикантом Иваном Фёдоровичем Барановым, после его смерти продолжено его вдовой Елизаветой Александровной Барановой и окончено управляющим мануфактурой Алексеем Михайловичем Первушиным в 1880 году. Храм строился по проекту владимирского архитектора Николая Артлебена. В 1880 году храм был освящён епископом Владимирским и Суздальским Феогностом.
В 1890-х годах храм был расширен двумя приделами по проекту архитектора Романа Клейна. Причт сначала состоял из священника и псаломщика, в 1880 году по прошению директоров Карабановской фабрики к церкви был также определён диакон для служения только по праздничным дням.
Название церкви впоследствии перешло на название прядильно-ткацкой мануфактуры.
С 1883 года в церкви служил отец Александр Иванович Сокольский, вскоре переведённый в Струнино, где он служил 30 лет.
В 1937 году храм был взорван, оставшийся бутовый камень фундамента был разобран на другие постройки. На месте разрушенной церкви несколько десятилетий был пустырь.

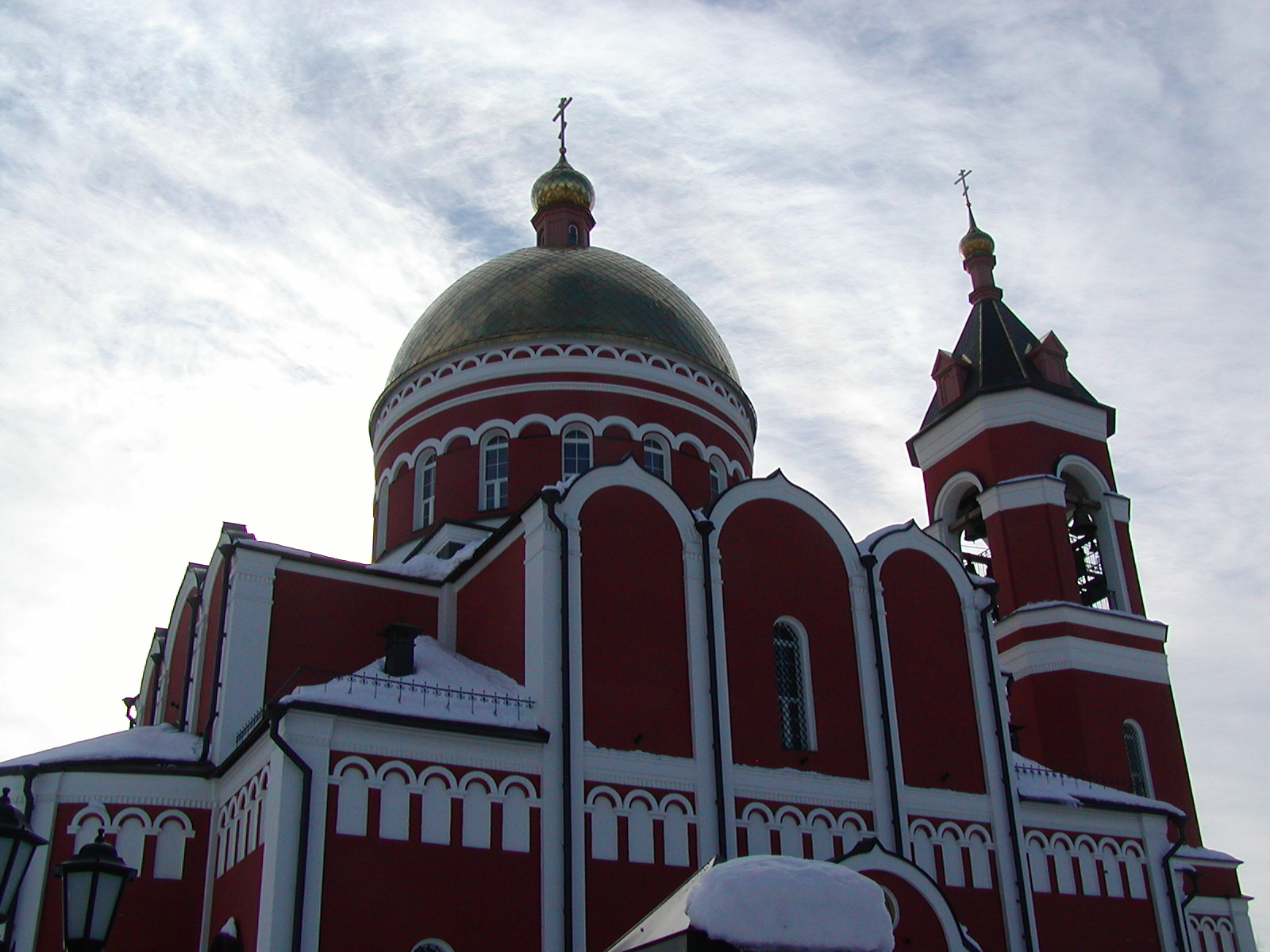

В конце 1980-х годов, во время перестройки, руководство Карабановской текстильной фабрики решило восстановить храм и заказало проект строительному отделу Владимирской и Суздальской епархии. В 1991 году епископ Владимирский и Суздальский Евлогий (Смирнов) освятил закладной камень. В фундамент храма легли мощи святой великомученицы Варвары. Разрушение в 1990-х годах бывшей советской экономики и последующее банкротство градообразующей текстильной фабрики не позволили продолжить строительство церкви дальше котлована.
Следующей страницей в истории воссоздания порушенного храма стало появление благотворителя храма в лице удивительного человека с крепкой верой Олега Евгеньевича Виноградова. В 2002 году он обращается в Управление Владимирской епархии с готовностью строить Троицкий храм в городе Карабаново. Начинаются первые строительные работы.
Устанавливается небольшая Троицкая часовня для богослужений в период восстановления храма. Правда, из-за нехватки средств темп строительства не удалось удержать как хотелось.
В 2007 году случается поворотное событие в ходе воссоздания храма. Свою помощь предлагает уроженец города Карабаново, в то время министр Правительства Москвы, Владимир Иванович Малышков. При его участии создается благотворительный Фонд воссоздания Троицкого храма, привлекаются спонсоры. В.И. Малышков, О.Е. Виноградов и все прочие активные благотворители восстановили храм за пять последующих лет.

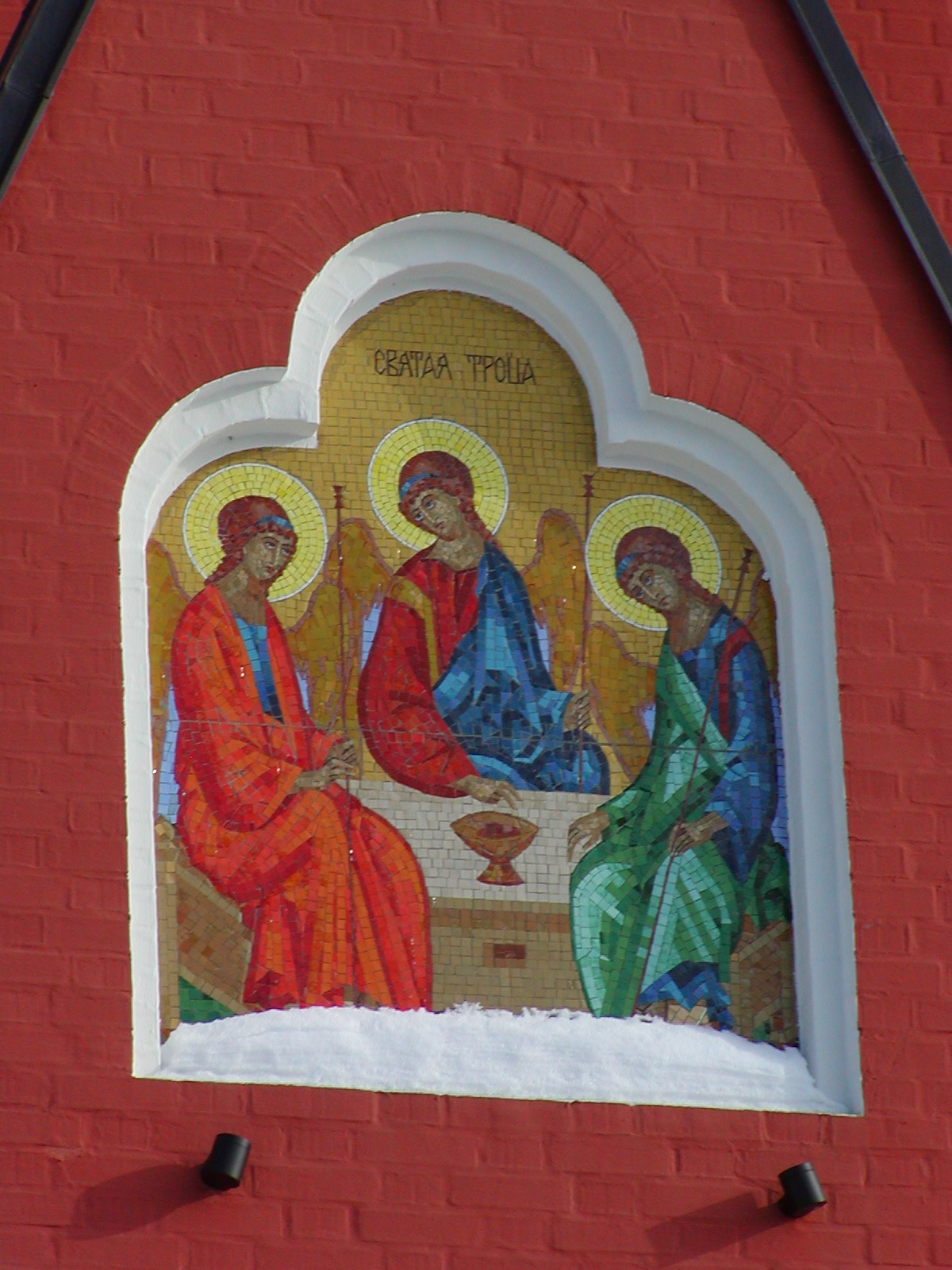

По свидетельству местных средств массовой информации, около десяти строителей церкви бросили курить, а одному из них во сне явилась пресвятая Богородица и спрашивала, построил ли он храм в Карабанове.
В 2011 году храм Святой Троицы был освящён архиепископом Владимирским и Суздальским Евлогием и открыт для прихожан. За участие в восстановлении храма Евлогий наградил медалями святого благоверного князя Андрея Боголюбского II степени членов попечительского совета храма — Владимира Малышкова, Александра Исакова, директора ЗАО «Луч» Владимира Ловчева, директора ООО «Энергетик» Василия Окунева и начальника управления образования Александровского района Ирину Сергееву.

## Фотографии

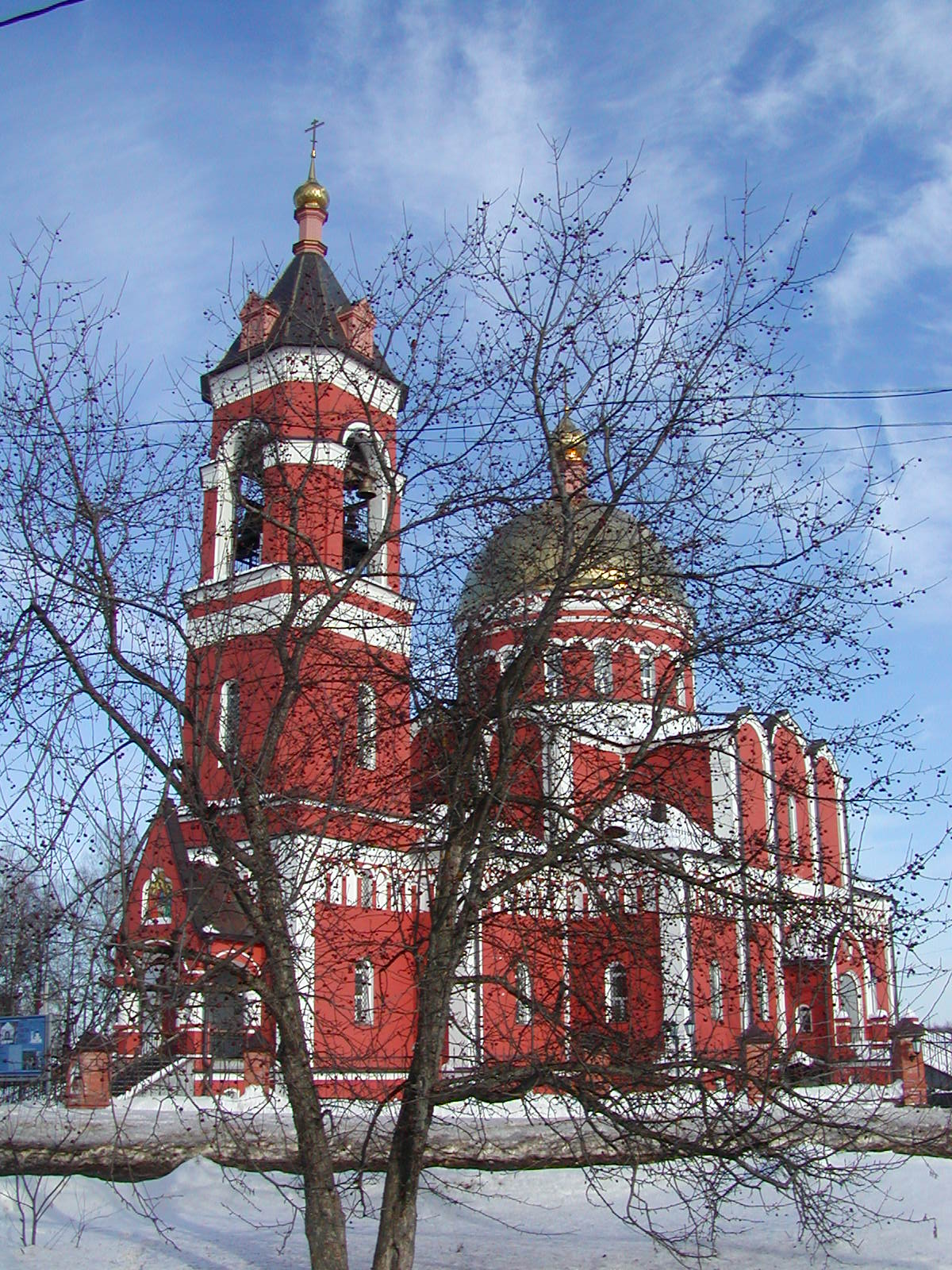
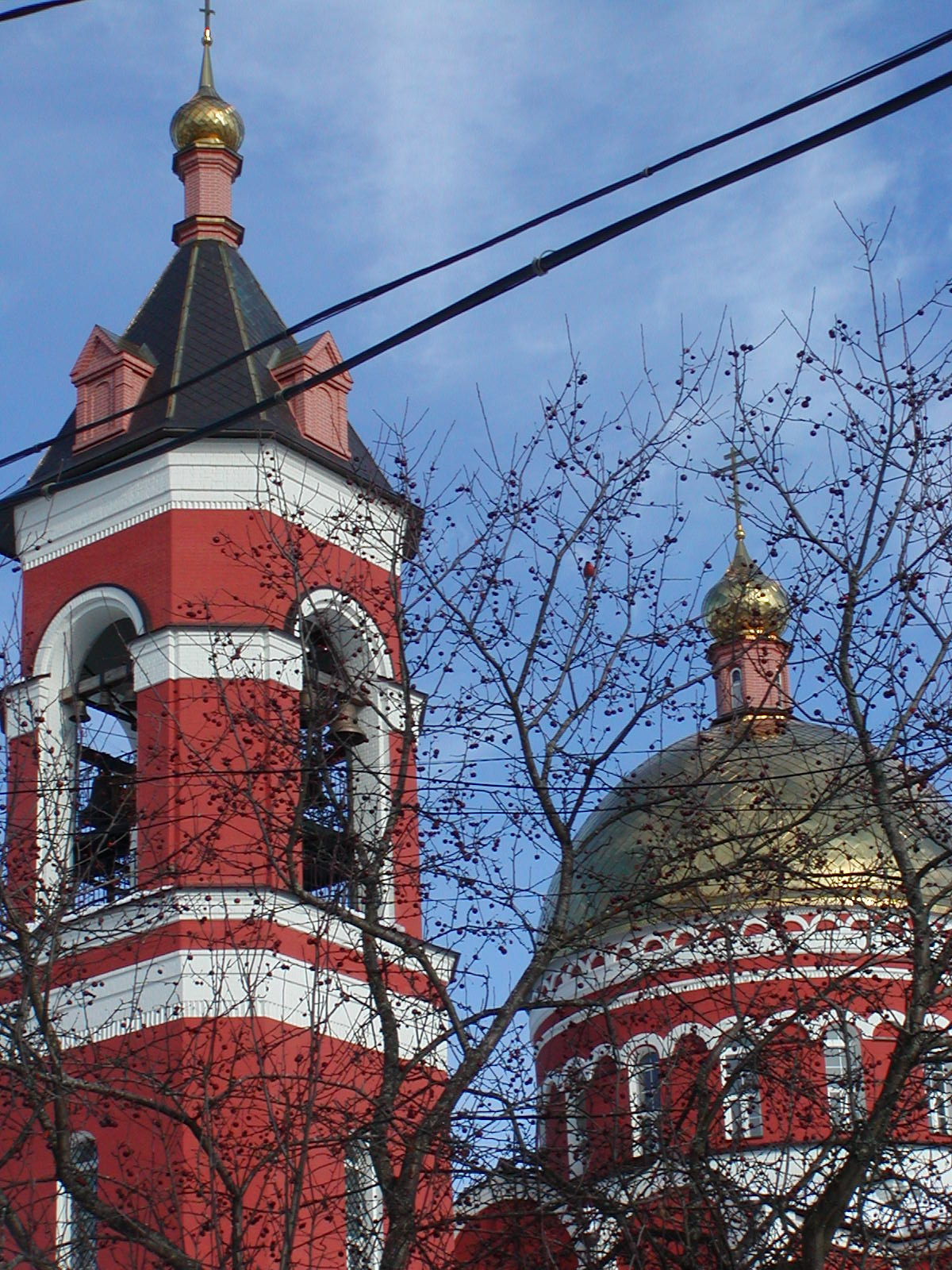
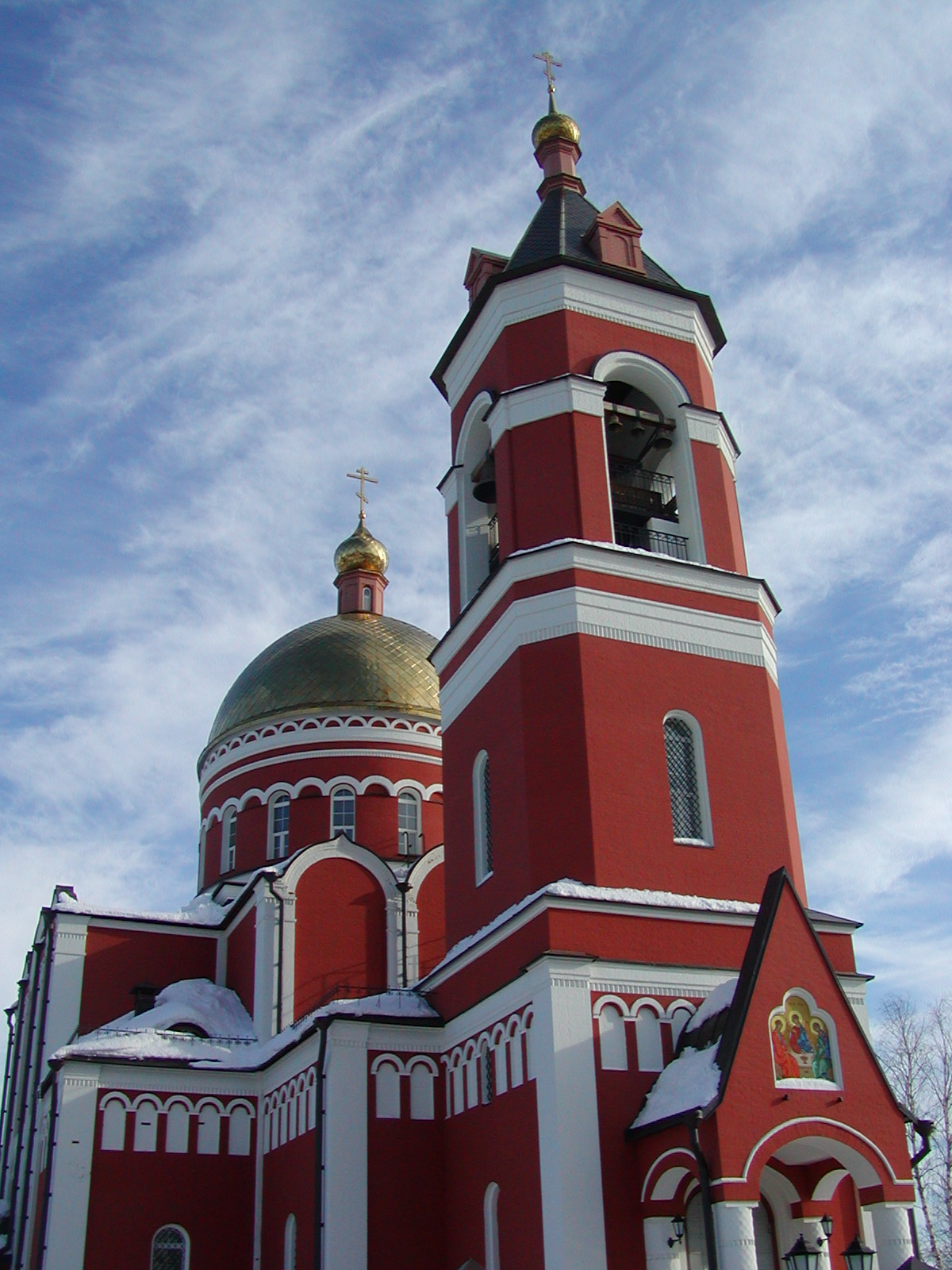
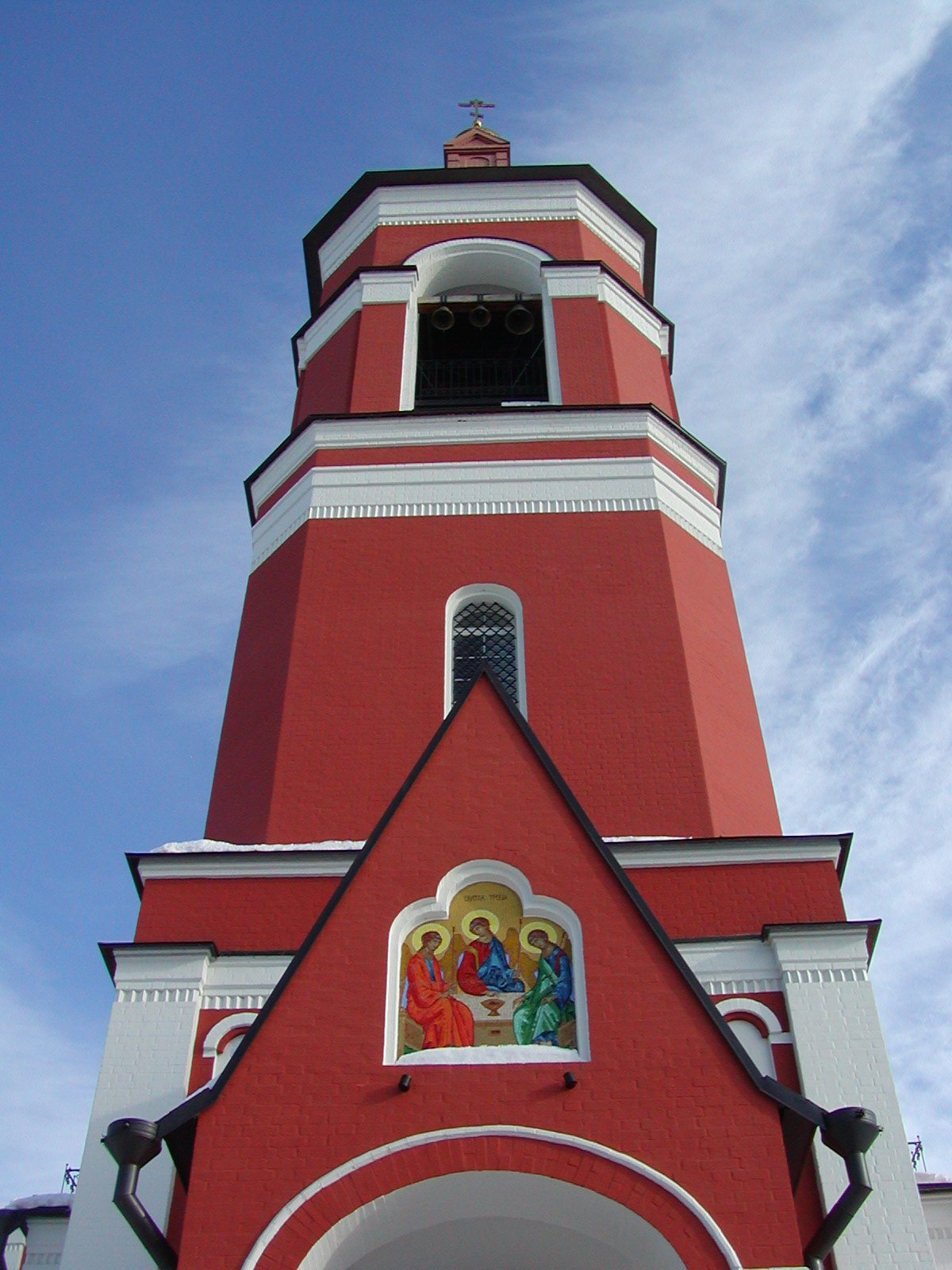
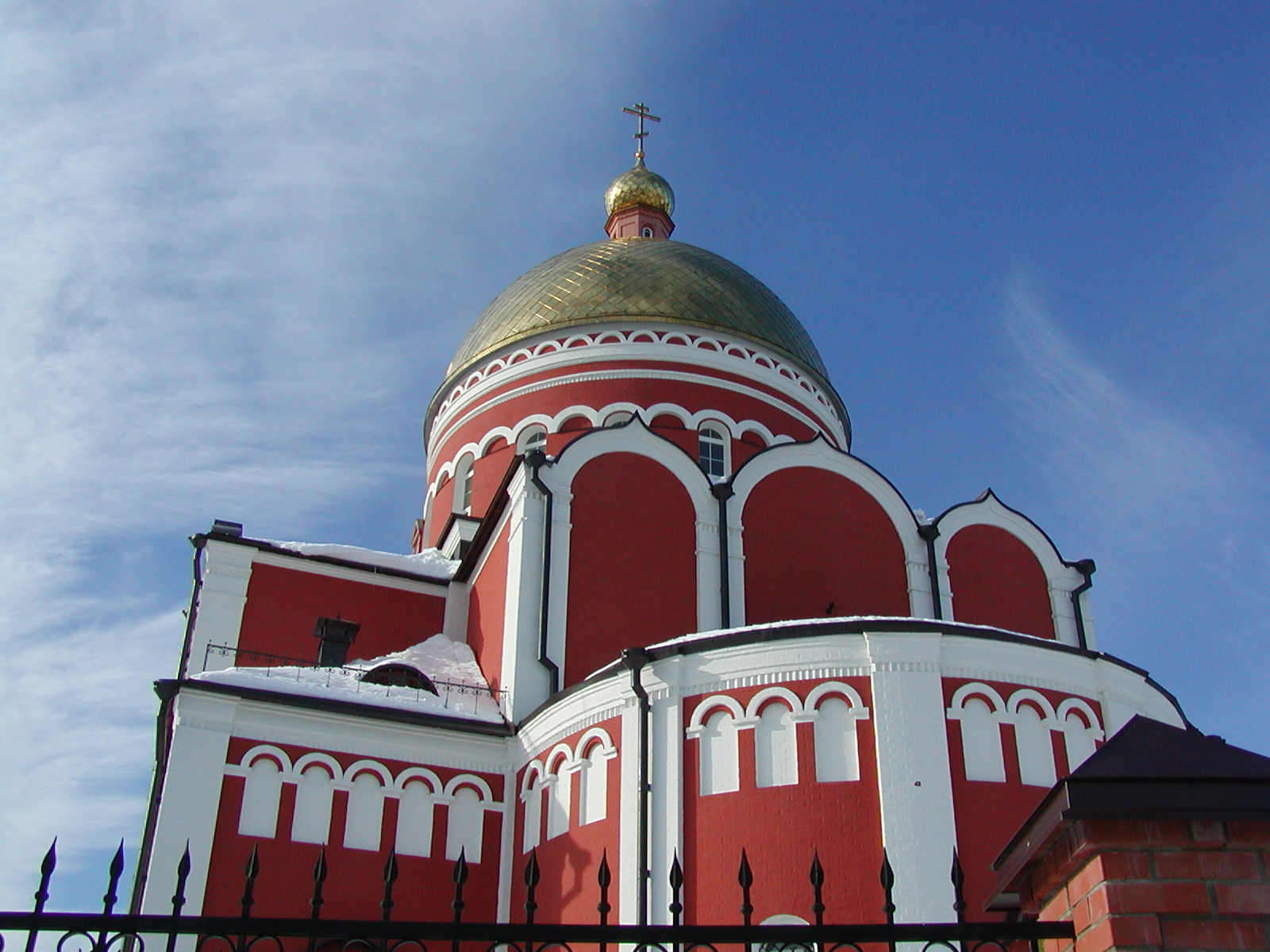
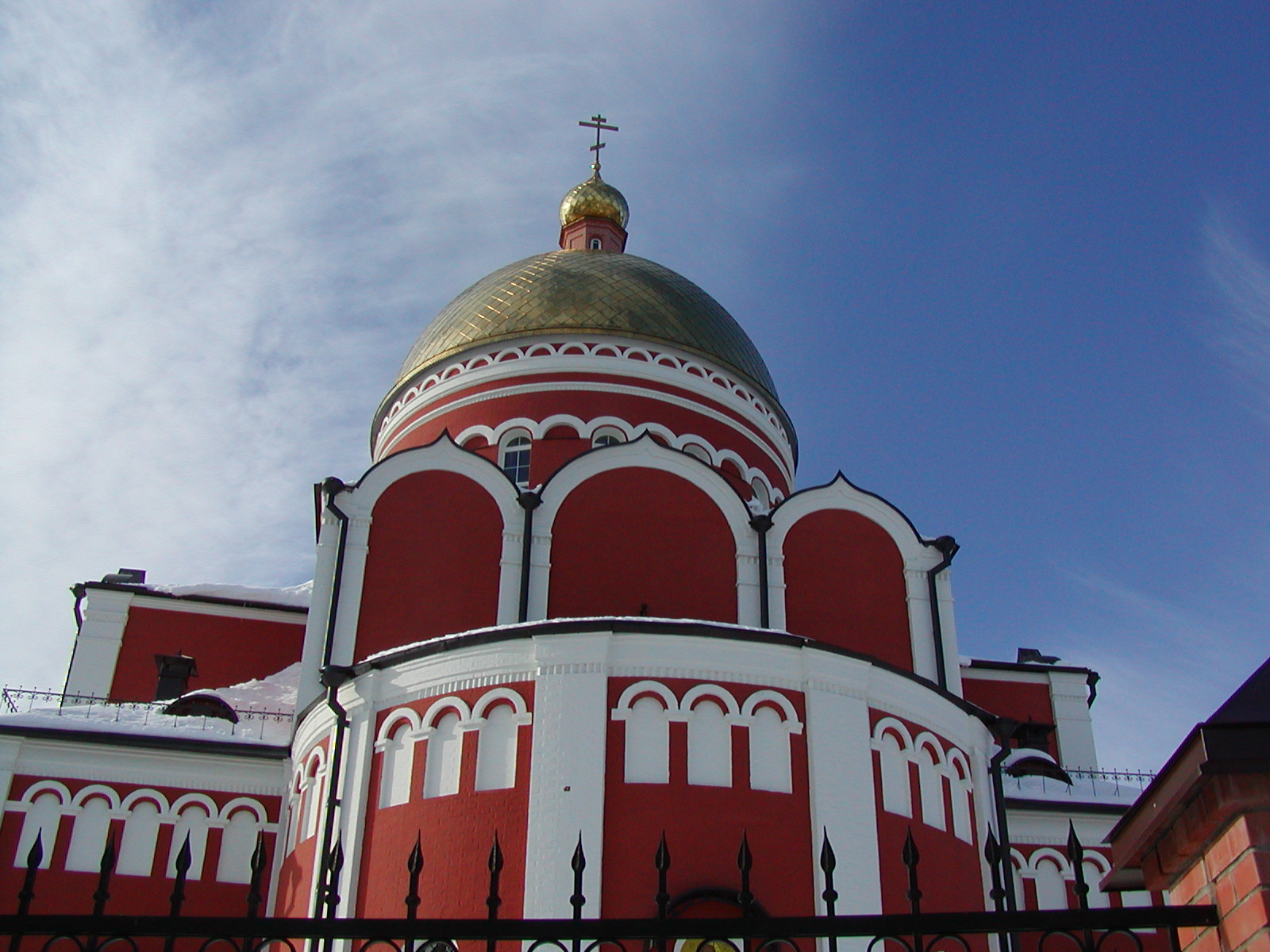
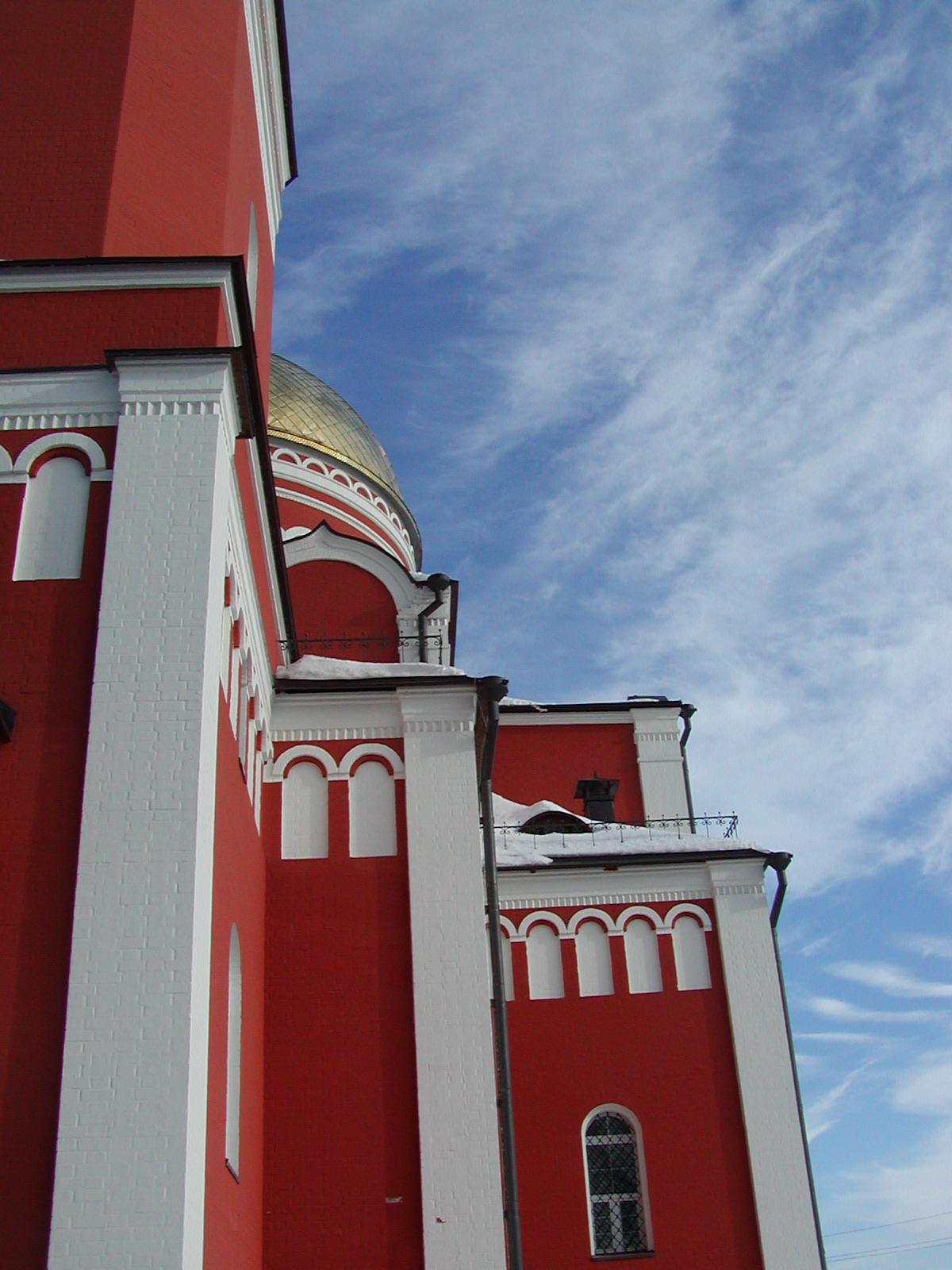
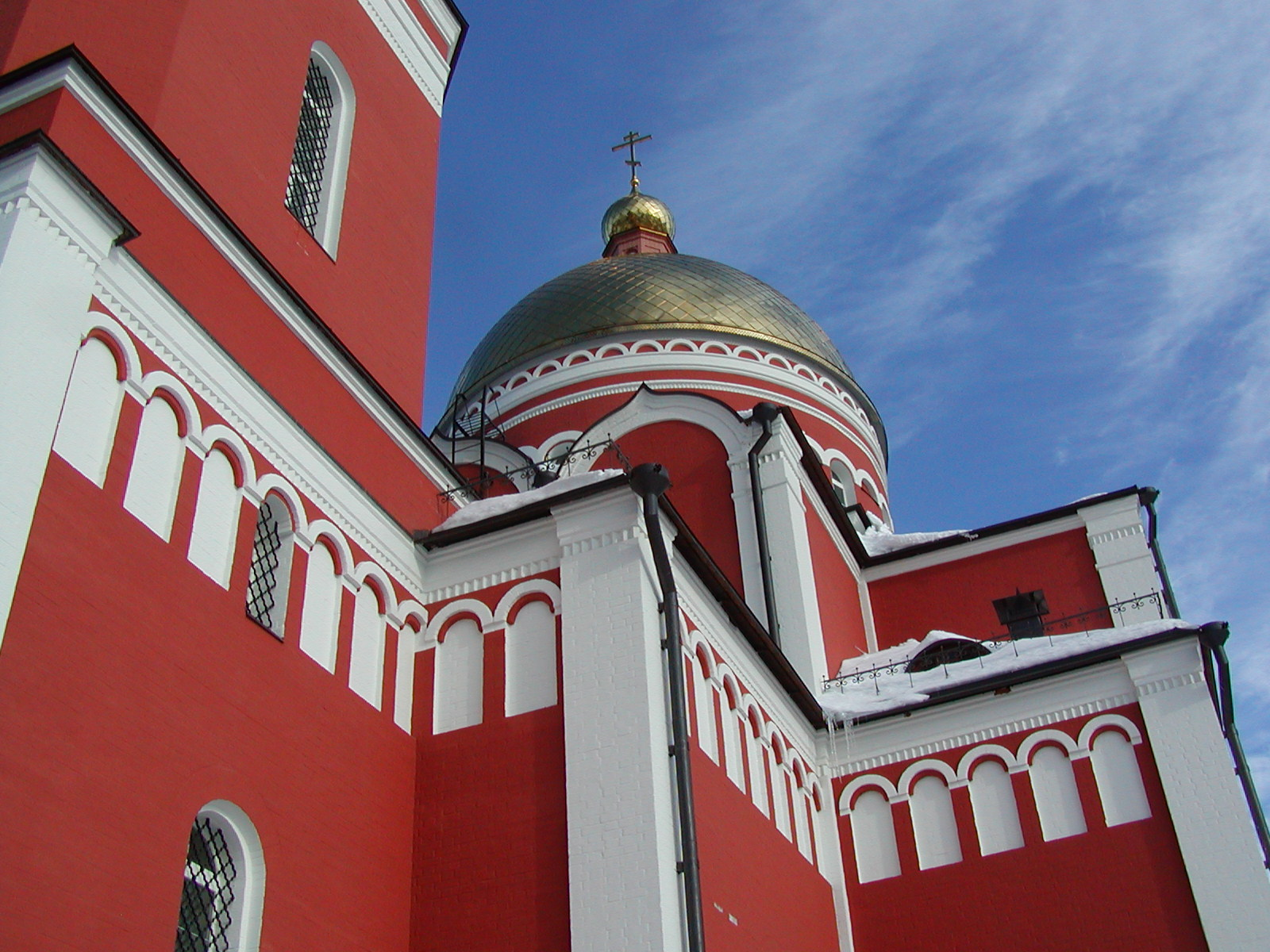
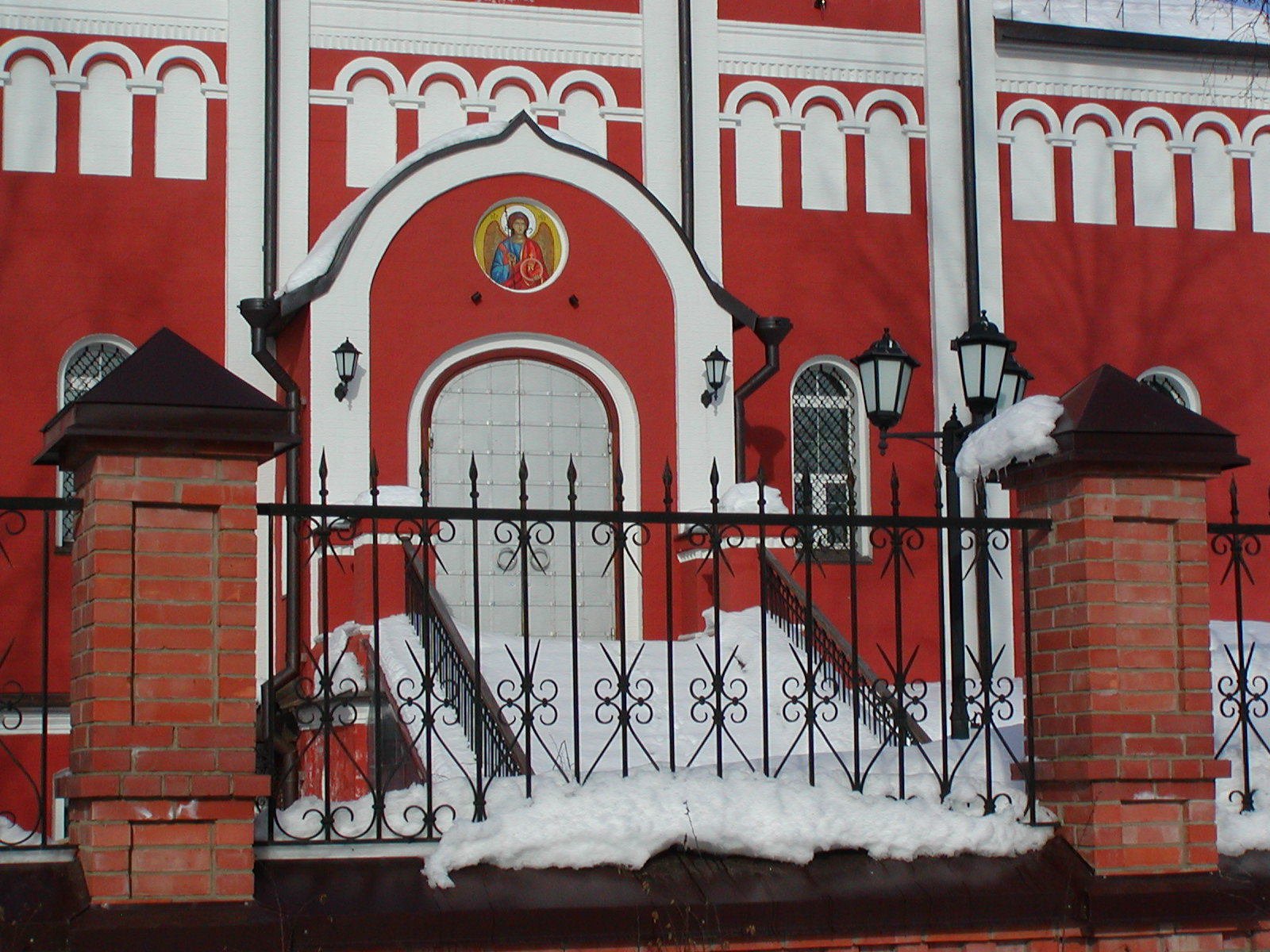